# 第10屆威尼斯影展 (無效)
「第10届」（無效）威尼斯影展於1942年8月30日至9月5日舉行。從1940至1942年的典禮「被認為無效，彷彿從未發生」，因為它在離麗都很遠的地方舉辦，再加上第二次世界大戰的緣故很少國家參加，機構和導演均是被法西斯主義羅馬-柏林軸壟斷。另外，由於貝尼托·墨索里尼旗下的義大利法西斯主義政府強烈的法西斯政治干涉，而導致義大利經歷了一段被法西斯思想壓制的文化蕭條期。這是在第二次世界大戰中止前的最後一屆。

## 競賽電影
| 中文片名       | 原文片名          | 導演                   | 製作國家   |
| -------------- | ----------------- | ---------------------- | ---------- |
| 《黃金城》     | Die goldene Stadt | 威特·哈蘭              | 納粹德國   |
| 《槟加西》     | Bengasi           | 奧古斯托·傑尼納        | 義大利王國 |
| 《艾发陶》     | Alfa Tau!         | 弗朗西斯科·德·罗贝蒂斯 | 義大利王國 |
| 《偉大的國王》 | Der große König   | 威特·哈蘭              | 納粹德國   |
| 《上翼！》     | Ala-Arriba!       | 诺泽·莱唐·德·巴罗斯    | 葡萄牙     |

## 獎項
- 墨索里尼杯
  - 最佳外語片：威特·哈蘭（英语：Veit Harlan） 《偉大的國王（英语：The Great King）》
  - 最佳義大利電影：奧古斯托·傑尼納（英语：Augusto Genina） 《槟加西（英语：Bengasi (film)）》
- 沃爾庇杯
  - 最佳男演員：福斯科·格拉切蒂（英语：Fosco Giachetti） 《槟加西（英语：Bengasi (film)）》
  - 最佳女演員：克莉絲汀娜·索特伯姆 《黃金城》

## 外部鏈接
- 官方网站
- IMDb1942年威尼斯影展獎項 （页面存档备份，存于）